# (9420) Dewar
(9420) Dewar (1995 XP4) – planetoida z grupy pasa głównego asteroid okrążająca Słońce w ciągu 3,42 lat w średniej odległości 2,27 j.a. Odkryta 14 grudnia 1995 roku.